# Воронов, Михаил Валерьевич
Михаи́л Вале́рьевич Во́ронов (род. 22 сентября 1976, Краснодар) — российский футболист, защитник.

## Карьера
Воспитанник ДЮСШ «Юность», где его тренером был Сергей Константинович Григорьев, ставивший Михаила даже на позицию нападающего.
C 1993 год 1995 год провёл 41 игру за «Колос-д» во второй и третьей лигах. С 1995 по 1996 год был в составе краснодарского «Колоса», принял участие в 5 матчах первенства, также играл в Кубке России.
В июле 1996 года перешёл в «Ростсельмаш», где был затем в составе до 1997 года, и за который дебютировал в Высшей лиге России, где сыграл 10 матчей. Кроме того, провёл за это время 25 поединков, в которых забил 1 раз, за «Ростсельмаш-д» в Третьей лиге.
В 1999 году пополнил ряды клуба «Волгарь-Газпром», за который сыграл 31 матч и забил 1 гол. В 2001 году сначала играл за «Немком» в КФК, затем выступал за «Кубань» в Первом дивизионе, где провёл 7 игр.
В сезоне 2002 года защищал цвета «Нефтехимика», сыграл 27 встреч и забил 2 мяча в первенстве, и ещё 1 матч провёл в Кубке. В 2003 году вернулся в «Кубань», в составе которой стал серебряным призёром Первого дивизиона России, приняв участие в 10 играх турнира. Кроме того, провёл за «Кубань» в том году 2 встречи в Кубке.
В 2004 году выступал в составе воронежского «Факела», провёл 19 игр в первенстве и 1 в Кубке России. В сезоне 2005 года защищал цвета «Содовика», принял участие в 8 матчах команды.
В начале 2006 года пополнил ряды ставропольского «Динамо», провёл 9 игр и забил 2 гола, после чего летом перешёл в анапский «Спартак-УГП», где и доиграл сезон, приняв участие в 11 поединках команды. В 2007 году выступал за новороссийский «Черноморец», в составе которого сыграл 13 матчей в первенстве и 1 встречу, в которой забил 1 мяч, провёл в Кубке.

## Достижения
- 2-е место в Первом дивизионе России (выход в Высший дивизион): 2003

## После карьеры
После завершения карьеры профессионального футболиста продолжил играть на любительском уровне, выступал за «Динамо» (Краснодар), «Понтос» (Витязево) и «Динамо-Биолог» в чемпионатах и Кубке Краснодарского края. Кроме того, играет в составе команды ветеранов ФК «Кубань». В 2011 году играл за команду «Аякс—Карлов мост» в мини-футбол.